# Oreoneta leviceps
Oreoneta leviceps là một loài nhện trong họ Linyphiidae.
Loài này thuộc chi Oreoneta. Oreoneta leviceps được Ludwig Carl Christian Koch miêu tả năm 1879.